# Erebia nerine
Erebia nerine är en fjärilsart som beskrevs av Freyer 1831. Erebia nerine ingår i släktet Erebia och familjen praktfjärilar. Inga underarter finns listade i Catalogue of Life.

## Bildgalleri

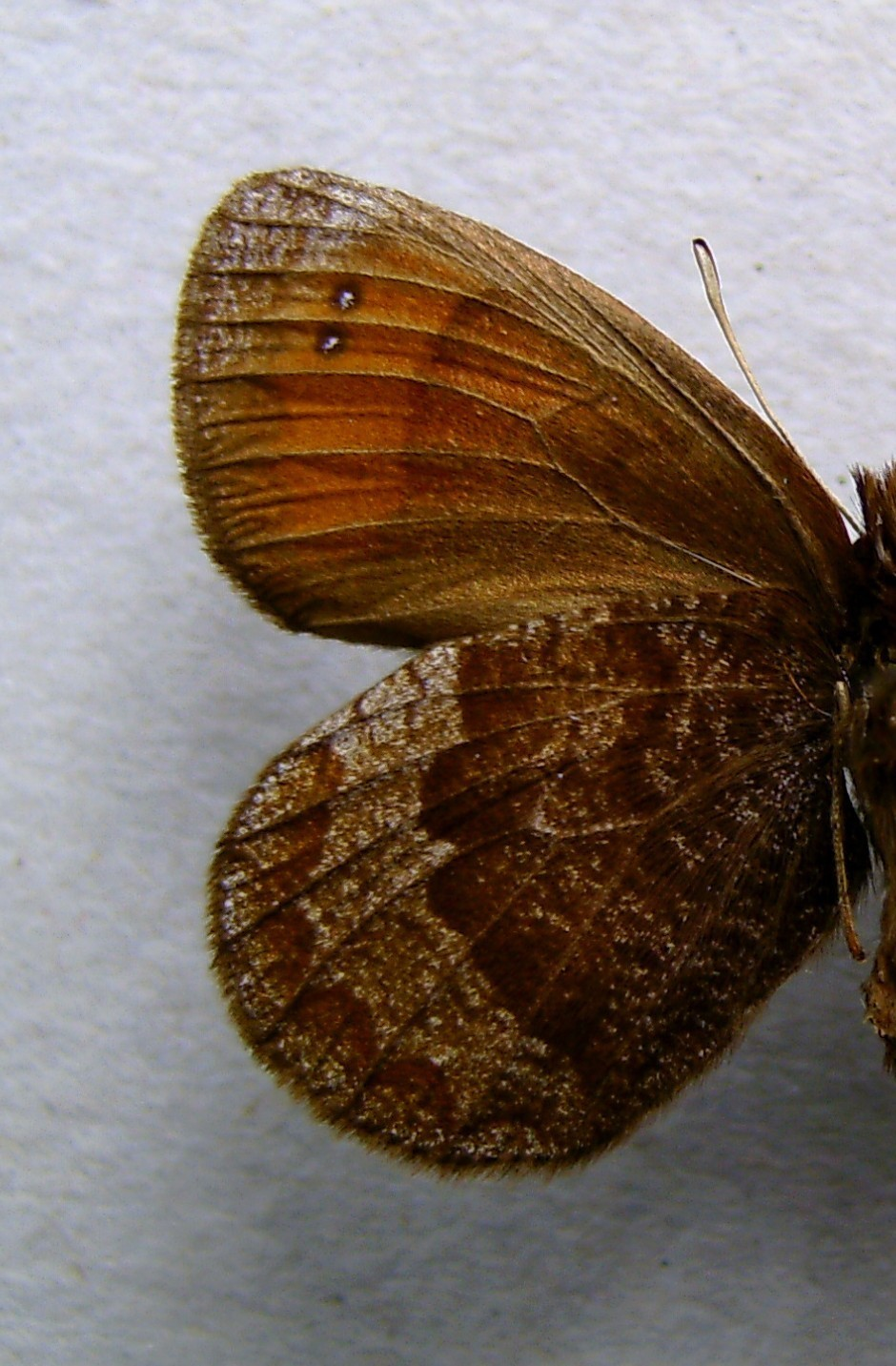